# Ivar Kjellberg
Ivar Josef Kjellberg, född 8 september 1904 i Sandhems församling, Skaraborgs län, död 1 juni 1986 i Oscar Fredriks församling i Göteborg, var en byggmästare i Göteborg. Han grundade Ivar Kjellberg AB 1932. Bland tidiga projekt som Ivar Kjellberg uppförde var flerbostadshus och villor i Lunden, Kålltorp, Kärralund och Bö.
KB Vegabyggen bildades 1959 av förutom Ivar Kjellberg av Ernst Rosén, Walter Lundborg och Holger Blomstrand.
Sonen Hans Kjellberg tog senare över bolaget.